# Jerzy Budzisz
Jerzy Jan Budzisz (ur. 16 sierpnia 1935 w Helu, zm. 1 stycznia 2021 we Władysławowie) – polski rybak i działacz partyjny związany z Mierzeją Helską, poseł na Sejm PRL IX kadencji.

## Życiorys
Po uzyskaniu wykształcenia średniego rozpoczął pracę w Spółdzielni „Gryf” we Władysławowie (był intendentem kutrowym), następnie pływał na łodzi rybackiej. W 1961 wstąpił do Stronnictwa Demokratycznego, udzielając się w jego helskiej i gdańskiej organizacji. Od 1983 pełnił obowiązki prezesa Zrzeszenia Rybaków Morskich w Gdyni.
W wyborach parlamentarnych w 1985 uzyskał mandat posła na Sejm PRL IX kadencji w okręgu Gdynia z ramienia Stronnictwa Demokratycznego. Zasiadał w Komisji Rolnictwa, Leśnictwa i Gospodarki Żywnościowej, Komisji Współpracy Gospodarczej z Zagranicą, Komisji Transportu, Żeglugi i Łączności, Komisji Nadzwyczajnej do rozpatrzenia projektów ustaw o stosunku Państwa do Kościoła Katolickiego, o gwarancjach wolności sumienia i wyznania oraz o ubezpieczeniu społecznym duchownych. W wyborach w 1989 bez powodzenia ubiegał się o mandat senatorski w województwie gdańskim.
Pochowany we Władysławowie wraz z Marią Budzisz (1937–2007) oraz rodzicami Heleną (1905–1992) i Leonem (1903–1971).
Odznaczony Krzyżem Kawalerskim Orderu Odrodzenia Polski i Medalem 40-lecia Polski Ludowej.